# Addis (Louisiane)
Addis est une ville de la paroisse de Baton Rouge Ouest, dans l'État de Louisiane, aux États-Unis,. En 2020, elle compte une population de 6 731 habitants.

## Démographie
Lors du recensement de 2010, la ville comptait une population de 3 593 habitants, tandis qu'en 2020, elle s'élève à 6 731 habitants.